# 2017 YE5
2017 YE5 es un asteroide cercano a la Tierra de tipo Apolo que pasó a 16 distancias lunares el 21 de junio de 2018. Fue descubierto con observaciones proporcionadas por el Telescopio Morocco Oukaimeden Sky Survey de la Universidad de Cadi Ayyad. Fue observado el 21 de junio por Goldstone y el 25 de junio por el Observatorio de Arecibo y el Observatorio Green Bank como un binario masivo casi igual. Cada miembro del binario tiene aproximadamente 0,9 km de diámetro; el período orbital es ~22 horas.

Asteroide 2017 YE5 binario (animación).

Asteroide 2017 YE5 trayectoria a través del sistema solar (animada).